# 臺中市清水區清水國民小學
臺中市清水區清水國民小學（簡稱清水國小）是中華民國（台灣）臺中市清水區最早成立的市立國民小學。
日治時期稱為清水公學校

## 校史
- 1897年（明治30年）2月1日，於清水文昌祠舊址（今電力公司清水服務所）設立「台中國語傳習所牛罵頭分教場」。
- 1898年，獨立為「牛罵頭公學校」。
- 1916年（大正5年），設立牛罵頭公學校公館分教場。
- 1919年（大正8年），設立牛罵頭公學校秀水分教場。
- 1920年（大正9年），公館分教場獨立為肚峰公學校（今大楊國小）。
- 1921年（大正10年），改名為「清水第一公學校」。秀水分教場改為秀水分校。
- 1925年（大正14年），秀水分校獨立為大秀公學校（今大秀國小）。
- 1926年（大正15年）4月，設置高等科。
- 1935年4月(昭和10年)，遷校至現址。
- 1941年（昭和16年）更名為「清水南國民學校」。
- 1946年，廢止高等科。
- 1945年中華民國政府接收日本台灣總督府轄下領土後，改制「臺中縣清水國民學校」。
- 1958年，設立臺中縣清水國民學校中社分校。
- 1959年，中社分校獨立為臺中縣建國國民學校（今建國國小）。
- 1968年8月1日實施九年國民教育，校名改為「臺中縣清水鎮清水國民小學」。
- 2004年12月23日，臺中縣文化局公告清水公學校為縣定古蹟。
- 2008年10月1日，臺中縣文化局公告清水公學校日式宿舍群為歷史建築。
- 2011年12月25日，因臺中縣市合併改制，校名改為「臺中市清水區清水國民小學」。

## 歷任校長
日治時期:513
- 佐藤豐次郎：1898年10月～1901年3月
- 岡村玉吉：1901年3月～1908年3月
- 長山友八：1908年3月～1914年3月
- 吉田亭：1914年3月～1915年4月
- 豐島清一：1915年4月～1922年2月
- 河田多賀吉：1922年3月～1922年3月
- 杉本主二：1922年4月～1924年7月
- 佐佐木龜雄：1924年7月～1924年12月
- 奧清次：1925年2月～1929年3月
- 平原宗太郎：1929年3月～1932年3月
- 洲濱文太郎：1932年3月～1933年3月
- 後藤吉人：1933年3月～1934年4月
- 岡部松五郎：1934年4月～1935年3月
- 川村秀德：1935年3月～1939年3月
- 築瀨連：1939年3月～1942年10月
- 上持達郎：1942年10月～1944年3月
- 丸大好光：1944年3月～1945年10月

民國時期:538
- 蔡永昌：1945年12月～1953年5月
- 吳清波：1953年5月～1968年8月
- 周貽謀：1968年8月～1980年8月
- 李濰昌：1980年8月～1985年4月
- 廖家俊：1985年4月～1989年8月
- 楊正雄：1989年8月～1999年2月
- 蔡炳坤：1999年2月～2004年2月
- 黃進益：2004年2月～2011年8月
- 黃美玲：2011年8月1日～2019年7月31日
- 洪瑞佑：2019年8月1日～現任

## 空間概況
- 普通教室數：67間
- 專科教室數：13間
- 體育館：1座
- 建築：求真樓、至善樓、尚美樓

## 知名校友
公學校時期
- 楊肇嘉 (清水街街長、臺灣文化協會評議員、新民會常務理事、臺灣新民報社股份公司監察人、臺灣省政府民政廳長、臺灣銀行監察人、中國醫藥學院董事長、總統府國策顧問)
- 楊基銓 (24歲任宜蘭郡守、總督府農務課長、台北州商工課長、工礦課長。經濟部常務次長、台灣土地銀行董事長、華南銀行董事長、總統府國策顧問)
- 王甲乙 (司法官、司法行政部次長、司法院行政法院院長、司法院秘書長、最高法院院長、總統府國策顧問)
- 蔡焜霖 (王子雜誌半月刊創辦人、國泰美術館館長、儂儂月刊總編輯、白色恐怖受難者。1968年蔡焜霖從報紙得知台東的紅葉少棒隊贏得台東縣冠軍，卻沒有經費到台北參加全國的決賽。他贊助並協助少棒隊到台北參賽。)
- 楊基榮 (前台灣師範大學教授)

國小時期
- 釋證嚴(慈濟創辦人)
- 曹興誠(聯華電子董事長)
- 蔡堆 (前交通部長 前民航局長)
- 蔡楊湘薰 (富邦慈善基金會董事長、富邦集團創辦人蔡萬才夫人)
- 蔡其昌 (立法委員、立法院副院長)
- 利菁 (知名藝人)
- 朱經武 (國際知名物理學者 前香港科技大學校長，現任臺灣綜合大學系統校長)
- 許鐘榮 (錦繡出版社創辦人)

## 學區
- 靈泉里、清水里、南寧里，全部
- 鰲峰里13～21鄰、西寧里1～4鄰、西社里1～14鄰
- 文昌里1至2鄰，5～18鄰
- 中興里2～4鄰，6～10鄰
- 南社里1～9鄰、21～23鄰、24～27鄰、37鄰（9鄰的中華路單號及南社路197號至199號為清水國小，中華路雙號及南社路134號至142號為建國國小；27鄰中華路單號及南華路為清水國小，中華路單號及忠孝路200巷為建國國小）

## 軼事
女生夏季制服款式與日本櫻桃小丸子主角撞衫。

## 外部連結
- 臺中市清水區清水國民小學 （页面存档备份，存于）
- 清水公學校日式宿舍群—臺中市文化資產處 （页面存档备份，存于）
- 清水公學校—臺中市文化資產處 （页面存档备份，存于）